# جوزيف بوم
جوزيف بوم (بالمجرية: Böhm József)‏ هو عالم موسيقى وعازف كمان وملحن مجري، ولد في 4 مارس 1795 في بشت في المجر، وتوفي في 28 مارس 1876 في فيينا في النمسا.

## وصلات خارجية
- جوزيف بوم على موقع ميوزك برينز (الإنجليزية)